# Síndrome de Leriche

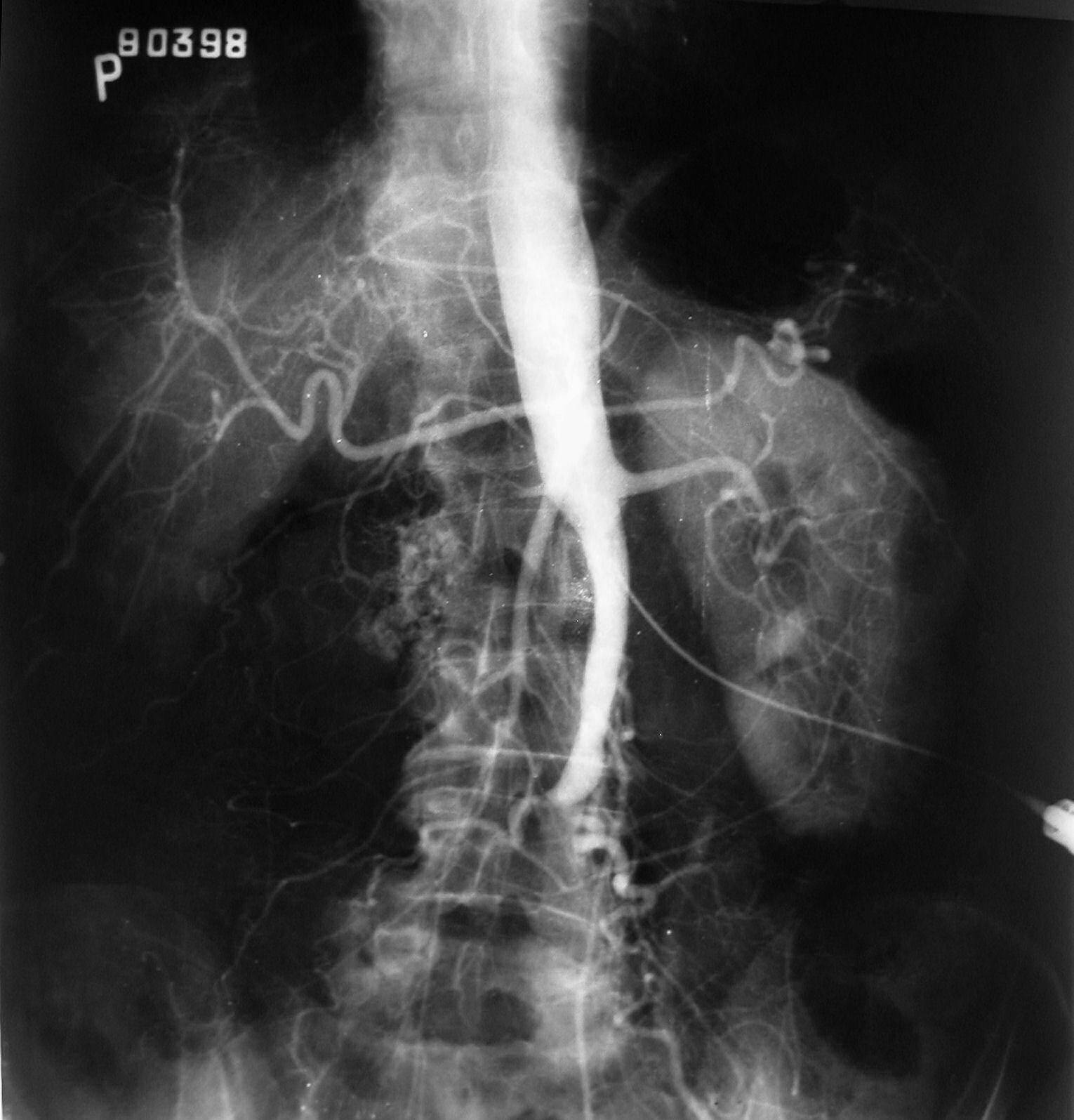
Imagem fluoroscópica de uma aorta afetada pela síndrome de Leriche

Na medicina, síndrome de Leriche ou doença oclusiva aorto-ilíaca, é uma forma de doença da artéria central que envolve o bloqueio da aorta abdominal à medida que ela passa para as artérias ilíacas comuns .

## Sinais e sintomas
Classicamente, é descrito em pacientes do sexo masculino como uma tríade dos seguintes sinais e sintomas:
1. claudicação das nádegas e coxas
2. pulsos femorais ausentes ou diminuídos
3. disfunção erétil

Essa combinação é conhecida como síndrome de Leriche. No entanto, vários sintomas podem aparecer, dependendo da distribuição e gravidade da doença, como atrofia muscular, cicatrização lenta de feridas nas pernas e isquemia crítica dos membros.

## Diagnóstico
O exame físico geralmente mostra pulsos femorais enfraquecidos e um índice tornozelo-braquial reduzido. O diagnóstico pode ser verificado pela digitalização em duplex em cores, que revela uma taxa de velocidade sistólica de pico ≥2,5 no local da estenose e/ou uma forma de onda monofásica. A angiografia por ressonância magnética e a angiografia por tomografia computadorizada múltiplo detector são frequentemente usados para determinar a extensão e o tipo de obstrução. Outra técnica é a angiografia por subtração digital, que permite a verificação do diagnóstico e tratamento endovascular em uma única sessão. A angiografia fornece informações importantes sobre a perfusão e perviedade das artérias distais (por exemplo, artéria femoral). A presença de artérias colaterais na região pélvica e na virilha é importante para manter o fluxo sanguíneo crucial e a viabilidade dos membros inferiores. No entanto, a angiografia deve ser usada apenas se os sintomas justificarem intervenção cirúrgica.

## Tratamento
O tratamento envolve revascularização tipicamente usando angioplastia ou um tipo de circulação extracorpórea
- Angioplastia com balão e kissing stent, assim chamada porque os dois stents ilíacos comuns se tocam na aorta distal.
- Revascularização aorto-ilíaca
- Bypass axilar-bi-femoral[2][3] e fêmoro-femoral (às vezes abreviado como "ax-fem fem-fem")

## História
A condição foi descrita pela primeira vez por Robert Graham em 1914, mas a condição com sua tríade de sintomas foi atribuída a René Leriche. Leriche, um cirurgião francês, vinculou a fisiopatologia à anatomia da doença. As dissecções de John Hunter das bifurcações aórticas ateroscleróticas do final do século XVIII são preservadas no Museu Hunteriano, mas Leriche foi o primeiro a publicar sobre o assunto com base em um paciente que ele tratou com a doença aos 30 anos. Após o tratamento, o paciente de 30 anos conseguiu andar sem dor e manter uma ereção.